# 惊蛰 (电影)
《惊蛰》是2004年由王全安导演执导的电影，原名是“二妹的故事”（The Story of Ermei），讲述的是农民姑娘「关二妹」的故事。故事梗概是，当二妹的家庭存在经济困难的问题时，她被迫嫁给了一个酗酒的村民，从而她的家人可以收些聘礼。由于婚后生活的不幸福，二妹跑到市里找到一份在餐厅的工作。在那里，她与一个叫乔的男人相遇，但是很快又回到了她的酒鬼丈夫身边，后来由于一次紧急事件导致她主动地对自己的婚姻状况采取主动。
惊蛰于2004年在几个国际电影节上映，包括2004年2月10号的柏林国际电影节。

## 外部連結
- 豆瓣电影上《惊蛰》的資料 （简体中文）
- 时光网上《惊蛰》的資料（简体中文）
- 香港影庫上《惊蛰》的資料（繁體中文）
- 互联网电影数据库（IMDb）上《惊蛰》的资料（英文）